# Трифонов, Леонид Николаевич
Леонид Николаевич Трифонов (3 мая 1942, Киров, СССР — 22 июня 2011, Псков, Россия) — советский и российский педагог, общественный и политический деятель. Заслуженный учитель школы Российской Федерации (1998). С 1998 по 2007 годы — председатель Псковской городской думы.